# Jean Italos
Jean Italos (grec moderne : Ιωάννης ο Ιταλός, Iōannēs o Italós ; latin : Ioannes Italus) est un philosophe et ambassadeur byzantin de la fin du XIe siècle. 

## Biographie
Probablement né vers 1020, son père est sans doute un mercenaire normand installé en Italie du sud. Jean suit ce dernier qui entre au service des princes arabes de Sicile[réf. nécessaire] en lutte contre les Byzantins de Georges Maniakès (1038). Vers 1050 il s'installe à Constantinople et entame des études de lettres, sous la conduite de Michel Psellos. Il commence alors une carrière de professeur au monastère de la Théotokos de Pègè.
Sa renommée augmente sous le règne de Michel VII et il devient consul (hypatos) des philosophes à Constantinople, à la suite de son maître Michel Psellos. Spécialiste de Platon, d'Aristote, de Porphyre et de Jamblique, il possède selon Anne Comnène une vaste culture, mais est présenté par l'historienne comme une personne qui possède un « tempérament inculte et barbare », un arrogant et un pédagogue capable pour convaincre ses interlocuteurs d'utiliser la contrainte physique en empoignant leur barbe ou leurs cheveux.
Envoyé en Italie comme ambassadeur auprès des Normands, il est soupçonné de trahison et doit s'enfuir à Rome. Pardonné, il rentre à Constantinople. Mais en 1076/1077 un synode condamne ses théories, que l'empereur avait rassemblé en neuf propositions, sans préciser qui en était l'auteur. Italos tente alors de se disculper en écrivant au patriarche Cosmas Ier une profession de foi qui l'innocente, mais Cosmas ignore cette missive.
L'arrivée sur le trône d'Alexis Ier Comnène fait perdre à Italos la protection impériale. Il demande une enquête sur son orthodoxie au nouveau patriarche Eustratios Garidas. Un synode est convoqué et Italos se défend avec brio devant un patriarche hésitant. Mais une foule hostile à Italos contraint Garidas à interrompre le synode et à remettre le cas à une décision de l'empereur.
Un procès a lieu en mars 1082. Il est accusé d'arianisme, de sabellianisme et de plusieurs autres hérésies. Italos se rétracte alors, mais il est interdit d'enseignement, ainsi que ses disciples, et contraint à renier ses thèses publiquement le 13 mars 1082, depuis la chaire de Sainte-Sophie. Il est alors exilé définitivement.

### Œuvres
- Ioannes Italos, Quaestiones quodlibetales (Ἀπορίαι καὶ λύσεις), Ed. Princeps von Perikles Joannou, Studia Patristica and Byzantina, 4 Heft, Buch-Kunstverlag Ettal, 1956.

### Source
- Larousse encyclopédique en couleurs (France Loisirs, 1978)
- Élisabeth Malamut, Alexis Ier Comnène, éditions Éllipses, 2007.